# Parasitella parasitica
Parasitella parasitica är en svampart som först beskrevs av Georges Bainier, och fick sitt nu gällande namn av Hans Sydow 1903. Parasitella parasitica ingår i släktet Parasitella och familjen Mucoraceae.   Inga underarter finns listade i Catalogue of Life.